# Alassane Touré
Alassane Touré (Sarcelles, 9 februari 1989) is een Frans voetballer van Senegalese komaf die sinds 2016 voor AFC Tubize uitkomt. Touré is een verdediger.

## Carrière
Touré werd opgeleid door Toulouse FC. De verdediger zat er enkele keren op de bank van het eerste elftal, maar slaagde er niet in om een profcontract te versieren bij de club. Touré stapte daarom over naar RC Lens, waar hij na een seizoen in het B-elftal wél een profcontract kon afdwingen. In datzelfde seizoen 2009/10 maakte hij al zijn debuut in de Ligue 1: op 28 maart 2010 mocht hij tegen AS Nancy in de 73e minuut invallen voor Yohan Demont. In het seizoen 2010/11 moest hij wachten op de 18e speeldag voor zijn eerste speelminuten, maar nadat trainer László Bölöni Raphaël Varane van de verdediging naar het middenveld doorschuifde kreeg Touré vanaf eind februari 2011 een vaste basisstek. Op 29 mei 2011 verlengde hij zijn contract bij Lens tot 2014.
Op het einde van het seizoen 2013/14 werd dat contract echter niet verlengd. Touré stapte transfervrij over naar de Roemeense eersteklasser Astra Giurgiu, maar daar werd zijn contract na nog geen twee maanden om onbekende redenen verbroken. Touré onderhield daarop zijn conditie bij zijn ex-club Lens, om begin januari 2015 een contract tot het einde van het seizoen te tekenen bij de Franse tweedeklasser Tours FC. Touré ontpopte zich er meteen tot basisspeler en kon na afloop van zijn contract meteen tekenen bij neo-eersteklasser Gazélec FCO Ajaccio. Na de degradatie van de club verhuisde hij naar de Belgische tweedeklasser AFC Tubize.

## Clubstatistieken
| Seizoen         | Club            | Land               | Competitie      | Competitie | Competitie | Beker | Beker | Europees | Europees | Totaal | Totaal |
| Seizoen         | Club            | Land               | Competitie      | Wed.       | Dlp.       | Wed.  | Dlp.  | Wed.     | Dlp.     | Wed.   | Dlp.   |
| --------------- | --------------- | ------------------ | --------------- | ---------- | ---------- | ----- | ----- | -------- | -------- | ------ | ------ |
| 2009/10         | RC Lens         | Vlag van Frankrijk | Ligue 1         | 1          | 0          | 0     | 0     | —        | —        | 1      | 0      |
| 2010/11         | RC Lens         | Vlag van Frankrijk | Ligue 1         | 12         | 0          | 0     | 0     | —        | —        | 12     | 0      |
| 2011/12         | RC Lens         | Vlag van Frankrijk | Ligue 2         | 4          | 0          | 0     | 0     | —        | —        | 4      | 0      |
| 2012/13         | RC Lens         | Vlag van Frankrijk | Ligue 2         | 18         | 0          | 10    | 0     | —        | —        | 28     | 0      |
| 2013/14         | RC Lens         | Vlag van Frankrijk | Ligue 2         | 16         | 0          | 5     | 0     | —        | —        | 21     | 0      |
| 2014/15         | Astra Giurgiu   | Vlag van Roemenië  | Liga 1          | 2          | 0          | 1     | 0     | 0        | 0        | 3      | 0      |
| 2014/15         | Tours FC        | Vlag van Frankrijk | Ligue 2         | 16         | 0          | 1     | 0     | —        | —        | 17     | 0      |
| 2015/16         | GFCO Ajaccio    | Vlag van Frankrijk | Ligue 1         | 13         | 1          | 1     | 0     | —        | —        | 14     | 1      |
| 2016/17         | AFC Tubize      | Vlag van België    | Eerste klasse B | 22         | 2          | 3     | 0     | —        | —        | 25     | 2      |
| 2017/18         | AFC Tubize      | Vlag van België    | Eerste klasse B | 17         | 0          | 0     | 0     | —        | —        | 17     | 2      |
| 2018/19         | AFC Tubize      | Vlag van België    | Eerste klasse B | 16         | 0          | 2     | 0     | —        | —        | 18     | 0      |
| Carrière totaal | Carrière totaal | Carrière totaal    | Carrière totaal | 137        | 3          | 23    | 0     | 0        | 0        | 160    | 3      |

Bijgewerkt op 22 januari 2019